# Pero immundaria
Pero immundaria là một loài bướm đêm trong họ Geometridae.